# Station Bavendorf
Station Bavendorf (Haltepunkt Bavendorf) is een spoorwegstation in de Duitse plaats Bavendorf in de deelstaat Nedersaksen. Het station ligt aan de spoorlijn Wittenberge - Jesteburg. Het dorp Bavendorf ligt op ongeveer 1 kilometer van het station, maar ligt niet in dezelfde gemeente waar Bavendorf bij hoort namelijk Thomasburg (Samtgemeinde Ostheide). Het station ligt net over de gemeentegrens in de gemeente Altenmedingen (Samtgemeinde Bevensen-Ebstorf).

## Indeling
Het station is een typisch voorbeeld van een station van de laagste categorie 7. Het enige perron is niet bestraat, maar heeft wel verlichting en een abri. Het station is te bereiken via de straat An der Kreisstraße. Het heeft ook nog een stationsgebouw, maar deze wordt als woonhuis gebruikt.

## Verbindingen
Het station wordt alleen door treinen van erixx bedient. De volgende treinserie doet het station Bavendorf aan:
| Serie | Treinsoort           | Route                                              | Bijzonderheden                           |
| ----- | -------------------- | -------------------------------------------------- | ---------------------------------------- |
| RB 32 | Regionalbahn (Erixx) | Lüneburg – Bavendorf – Dahlenburg – Dannenberg Ost | Wendlandbahn Rijdt eenmaal per drie uur. |